# Steve Brown (Bassist)
Theodore „Steve“ Brown (* 13. Januar 1890 in New Orleans; † 15. September 1965 in Detroit) war ein US-amerikanischer Jazz-Musiker (Kontrabass, Tuba). Er wird häufig als der technisch beste Bassist des frühen Jazz aus New Orleans eingeordnet.
Steve Brown war der jüngere Bruder des Posaunisten Tom Brown, mit dessen Brown's Ragtime Band er bereits 1915 nach Chicago zog, um dort Jazz zu präsentieren. 1923 wurde er Mitglied der New Orleans Rhythm Kings; auch spielte er mit den Original Memphis Melody Boys und dem Midway Dance Orchestra. Von 1924 bis 1927 arbeitete er bei Jean Goldkette, wo er bereits 1924 die Slaptechnik einsetzte; kurzzeitig war er bei Paul Whiteman beschäftigt, bevor er sich in Detroit niederließ, wo er hauptsächlich mit lokalen Jazzformationen spielte. Zwischen 1922 und 1950 wirkte er bei 49 Aufnahmesessions mit, zuletzt mit Frank Gillis’ Dixie Five. Sein Spiel beeinflusste wesentlich Thelma Terry.